# Liste der Landesstraßen in Hessen ab der L 3001

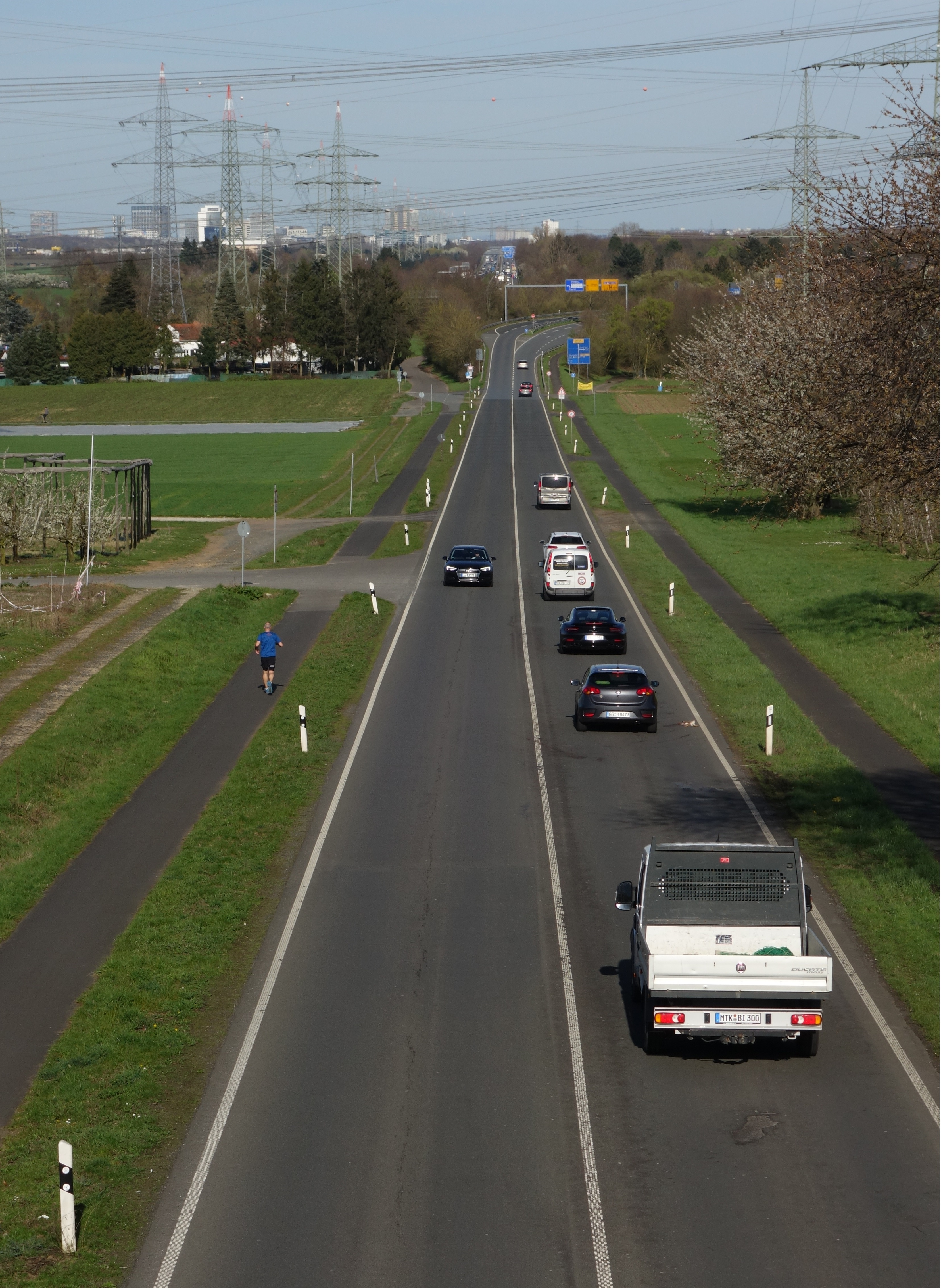
L 3018 bei Kriftel zwischen Hofheim und Zeilsheim im Verlauf der historischen Elisabethenstraße. Deren Verlängerung gen Horizont ist bereits Teil der A 66

Diese Liste der Landesstraßen in Hessen ab der L 3001 ist eine Auflistung der Landesstraßen mit den führenden Ziffern 30 und 31 im Bundesland Hessen. Als Abkürzung für diese Landesstraßen dient der Buchstabe L. Die Zahl hinter dem L ist bei diesen Landesstraßen stets vierstellig.
Die Bundesautobahnen und Bundesstraßen werden gestalterisch hervorgehoben.

## Liste
Der Straßenverlauf wird in der Regel von Nord nach Süd und von West nach Ost angegeben.

### L 3001 ff.
| Nr.        | Verlauf |
| ---------- | --- |
| L 3001     | – Bergen-Enkheim – L 3002 – – Fechenheim – Offenbach am Main – L 3405 – L 3117 – Heusenstamm – Dietzenbach – in Offenthal |
| L 3002     | L 3001 – Seckbach – in Bornheim |
| L 3003     | in Oberstedten – Bad Homburg vor der Höhe – L 3006 – – Gonzenheim – Ober-Eschbach – L 3205 – Nieder-Eschbach – Kalbach – L 3019 – Bonames – Frankfurter Berg – Frankfurter Berg – Eckenheim – in Frankfurt am Main |
| L 3004     | L 3025 in Schmitten – Hegewiese – L 3024 – – Oberursel (Taunus) – / – L 3006 – L 3015 – Weißkirchen – L 3019 – Niederursel – Heddernheim – Ginnheim – in Bockenheim |
| L 3005     | in Kronberg im Taunus – L 3015 – Schwalbach am Taunus – L 3014 – Niederhöchstadt – L 3367 – Eschborn – L 3006 – / – L 3440 Rödelheim – |
| L 3006     | L 3003 in Bad Homburg vor der Höhe – Bommersheim – L 3015 – Weißkirchen – Steinbach (Taunus) – L 3367 – Eschborn – L 3005 – – Sossenheim – L 3440 – Frankfurt-West – Höchst – L 3266 – L 3016 – Sindlingen – Okriftel – L 3011 – Eddersheim – L 3366 – in Flörsheim am Main |
| L 3007     | in Grünberg – L 3137 – L 3481 – Röthges – Nonnenroth – L 3137 – in Hungen |
| L 3008     | L 3205 in Ober-Erlenbach – Nieder-Erlenbach – Massenheim – Bad Vilbel – Gronau – Niederdorfelden – L 3205 – Oberdorfelden – Kilianstädten – L 3009 – Mittelbuchen – L 3195 – Wilhelmsbad – L 3268 – L 3209 in Hanau |
| L 3009     | L 3008 in Kilianstädten – Windecken – Ostheim – L 3347 – Hirzbach – L 3195 – Marköbel – L 3191 – Hüttengesäß – L 3193 – L 3271 in Langenselbold |
| L 3010     | – Volkartshain – Ober-Seemen – L 3192 – Mittel-Seemen – Nieder-Seemen – L 3193 – Kefenrod – L 3195 – Wolferborn – L 3194 – Rinderbügen – in Büdingen |
| L 3011     | in Esch – Heftrich – L 3023 – L 3273 – L 3319 – Ehlhalten – L 3027 – Vockenhausen – Eppstein – Lorsbach – L 3368 – L 3018 – Hofheim am Taunus – Kriftel – Hattersheim am Main – L 3265 – L 3006 in Okriftel |
| L 3012     | / in Rüsselsheim am Main – L 5482 – Trebur – L 3040 – L 3094 in Geinsheim am Rhein |
| L 3013     | L 3030 – – L 3031 |
| L 3014     | L 3016 in Münster bei Kelkheim – Niederhofheim – Bad Soden am Taunus – L 3266 – Sulzbach (Taunus) – L 3367 – Schwalbach am Taunus – Limesstadt – L 3005 |
| L 3015     | L 3367 – L 3327 – Kronberg im Taunus – L 3005 – Oberhöchstadt – Stierstadt – Oberursel (Taunus) – Bommersheim – L 3004/L 3006 |
| L 3016     | L 3319 in Schloßborn – L 3369 – Ruppertshain – Fischbach – Kelkheim (Taunus) – Münster bei Kelkheim – L 3014 – – Niederhofheim – Oberliederbach – Unterliederbach – L 3018 – L 3006 – Höchst – Sindlingen – L 3265 – |
| L 3017     | – Bremthal (– Abzweig zur in Bremthal West) – Wildsachsen – L 3018 – Breckenheim – L 3039 – L 3368 – Wallau – Massenheim – Wicker – in Flörsheim am Main |
| L 3018     | L 3028 in Medenbach – L 3017 – Langenhain – L 3368 – L 3011 – Hofheim am Taunus – Zeilsheim – L 3016 |
| L 3019     | L 3004 in Weißkirchen – Riedberg – L 3003 in Kalbach |
| L 3020     | (L 319 in Rheinland-Pfalz) – Landesgrenze – Blumenrod – Limburg an der Lahn – / – Eschhofen – L 3448 – Ennerich – L 3022 – Runkel – L 3063 – Schadeck – Wirbelau – L 3452 – L 3322 – – Weilburg – Löhnberg – L 3044 – – Biskirchen – L 3324 – Stockhausen – Leun – L 3052 – Niederbiel – L 3283 – Oberbiel – Dalheim – Wetzlar – L 3053 – L 3451 – – Garbenheim – L 3285 – Dorlar – Atzbach – L 3045 – Heuchelheim – L 3359 – – Gießen |
| L 3021     | L 3025 in Freienfels – Weinbach – Elkerhausen – Blessenbach – L 3063 – L 3054 – Wolfenhausen – L 3337 – Münster bei Selters – Weyer – in Oberbrechen |
| L 3022     | (L 301 in Rheinland-Pfalz) – Landesgrenze – Hausen im Westerwald – L 3280 – Ellar – L 3046 – L 3278 – Steinbach bei Hadamar – Obertiefenbach – Niedertiefenbach – Hofen bei Runkel – Schadeck – L 3020 – Runkel – L 3063 – Niederbrechen – L 3365 – (– Abzweig zur nach Niederbrechen West) – Werschau – Dauborn – L 3030 – – Kirberg – L 3277 – Landesgrenze – (L 320 in Rheinland-Pfalz) |
| L 3023     | L 3026 in Idstein – Heftrich – L 3011 – Kröftel – Oberems – L 3450 – L 3276 – Seelenberg – L 3025 in Schmitten |
| L 3024     | L 3025 – Aussichtsturm Großer Feldberg – L 3276 – L 3004 |
| L 3025     | in Weilburg – Freienfels – L 3323 – L 3451 – Edelsberg – Essershausen – Ernsthausen – Lützendorf – L 3054 – Weilmünster – Audenschmiede – L 3063 – Winden – Emmershausen – Rod an der Weil – L 3030 – L 3051 – Altweilnau – Hunoldstal – Brombach – L 3041 – Dorfweil – Schmitten – L 3004 – L 3023 – Niederreifenberg – L 3276 – L 3024 – |
| L 3026     | – Walsdorf – L 3277 – Wörsdorf – Idstein – Oberseelbach – L 3273 – Niedernhausen – L 3027 – L 3028 – Niederjosbach – in Bremthal |
| L 3027     | in Naurod – Niedernhausen – L 3026 – Oberjosbach – L 3011 in Ehlhalten |
| L 3028     | L 3026 in Niedernhausen – Auringen – Medenbach – L 3018 – L 3039 – Nordenstadt – Delkenheim – Hochheim am Main – Keramag/Falkenberg – in Flörsheim am Main |
| L 3030     | L 3022 in Dauborn – Kloster Gnadenthal – L 3013 – Erbach – Schwickershausen – L 3337 – L 3025 in Rod an der Weil |
| L 3031     | L 3033 – Espenschied – Landesgrenze – (L 335 in Rheinland-Pfalz) – Landesgrenze – Zorn – L 3035 – – Laufenselden – L 3455 – L 3321 – Landesgrenze – (L 336 und L 321 in Rheinland-Pfalz) – Landesgrenze – – Michelbach – L 3373 – Kettenbach – L 3032 – Daisbach – Panrod – Ketternschwalbach – Bechtheim – L 3277 – Beuerbach – Bad Camberg – |
| L 3032     | L 3031 in Daisbach – Hennethal – L 3275 – Strinz-Margarethä – L 3274 – L 3373 – Wingsbach – Hahn – |
| L 3033     | Rhein () – Lorch – L 3397 – L 3272 – L 3031 – Geroldstein – L 3035 – L 3374 – L 3455 – in Ramschied |
| L 3034     | Rhein () – Assmannshausen – Aulhausen – L 3454 – in Rüdesheim am Rhein |
| L 3035     | L 3031 – Nauroth – Dickschied – L 3033 – Niedergladbach – Obergladbach – Hausen vor der Höhe – L 3037 – Kiedrich – in Eltville am Rhein |
| L 3036     | in Martinsthal – |
| L 3037     | L 3035 in Hausen vor der Höhe – Bärstadt – Wambach – Hohe Wurzel – L 3038 am Chausseehaus (Wiesbaden) – Wiesbaden-Klarenthal – Rheinstraße (Wiesbaden) – |
| L 3038     | in Schlangenbad – Georgenborn – L 3441 – L 3037 |
| L 3039     | in Wiesbaden – L 3028 – L 3017 – Breckenheim |
| L 3040     | in Rüsselsheim am Main – Königstädten – Nauheim – L 3094 – L 3482 – L 3012 in Trebur |
| L 3041     | L 3025 – Anspach – L 3270 – – L 3057 in Köppern |
| L 3042     | L 3044 – Breitscheid – Medenbach – Uckersdorf – Burg – / – Niederscheld – Oberscheld – L 3363 – Hirzenhain – L 3043 – Lixfeld – Frechenhausen – L 3288 – Gönnern – Niedereisenhausen – L 3331 – L 3049 – Hommertshausen – Mornshausen – Friedensdorf – |
| L 3043     | in Oberdieten – Achenbach – L 3044 – Mandeln – Steinbrücken – Eibelshausen – Eiershausen – L 3362 – L 3042 in Hirzenhain |
| L 3044     | (L 718 in Nordrhein-Westfalen) – Landesgrenze – L 3043 – Ewersbach – L 1571 – Weidelbach – L 3442 – Oberroßbach – Niederroßbach – Rodenbach – L 3442 – Haiger – Langenaubach – Rabenscheid – L 3391 – L 3042 – Gusternhain – Driedorf – L 3461 – Münchhausen – Odersberg – L 3046 – Obershausen – Niedershausen – /L 3020 in Löhnberg |
| L 3045     | L 3020 in Atzbach – Kinzenbach – L 3286 |
| L 3046     | in Herborn – / – Merkenbach – Beilstein – L 3282 – Odersberg – L 3044 – Arborn – Mengerskirchen – L 3281 – Waldernbach – L 3278 – L 3109 – Fussingen – L 3280 – Ellar – L 3022 – Dorchheim – Frickhofen – L 3364 – L 3279 – Thalheim – Landesgrenze – (L 314 in Rheinland-Pfalz) |
| L 3047     | – Oberweidbach – L 3287 – Frankenbach – L 3376 – L 3061 – L 3286 – |
| L 3048     | in Gladenbach – Mornshausen – Lohra – Damm – L 3061 – Oberwalgern – Fronhausen – L 3093 – Bellnhausen – Hassenhausen – Erbenhausen – Hachborn – Ebsdorf – L 3089 – Heskem – L 3125 – L 3289 – L 3088 – |
| L 3049     | in Breidenbach – Wolzhausen – Niedereisenhausen – L 3331 – L 3042 – Obereisenhausen – Steinperf – Bottenhorn – L 3288 – Hülshof – Wommelshausen – Bad Endbach – L 3050 – Günterod – in Bischoffen |
| L 3050     | in Bicken – L 3363 – Eisemroth – Hartenrod – Bad Endbach – L 3049 – in Weidenhausen |
| L 3051     | L 3025 – Neuweilnau – |
| L 3052     | L 3287 in Mudersbach – L 3053 – Altenkirchen – L 3376 – Oberlemp – Niederlemp – Kölschhausen – Dillheim – Ehringshausen – Leun – L 3020 – – L 3451 in Braunfels |
| L 3053     | in Niederweidbach – L 3287 – L 3052 – Großaltenstädten – L 3376 – L 3287 – Hohensolms – Blasbach – Hermannstein – L 3376 – Wetzlar – L 3285 – – L 3020 – L 3451 – Nauborn – L 3284 – Schwalbach – Niederquembach – L 3283 – L 3054 – Kraftsolms – L 3284 – Kröffelbach – Brandoberndorf – L 3055 – L 3270 – Weiperfelden – Espa – Hausen bei Butzbach – L 3056 – in Butzbach |
| L 3054     | L 3475 in Kleinlinden – Lützellinden – Rechtenbach – L 3360 – L 3133 – Weidenhausen – Volpertshausen – Oberwetz – L 3055 – Oberquembach – L 3284 – Kraftsolms – L 3053 – Möttau – Weilmünster – L 3025 – Laubuseschbach – L 3021/L 3063 |
| L 3055     | L 3054 in Oberwetz – Griedelbach – Brandoberndorf – L 3053 – |
| L 3056     | L 3053 in Butzbach – Hoch-Weisel – Fauerbach vor der Höhe – L 3353 – in Langenhain-Ziegenberg |
| L 3057     | / – Köppern – L 3041 – L 3204 – L 3415 – unterbrochen – Friedrichsdorf – unterbrochen – L 3205 in Bad Homburg vor der Höhe |
| L 3059     | L 3093 in Ruttershausen – Lollar – L 3475 – Staufenberg – L 3356 – L 3146 |
| L 3061     | L 3093 in Niederwalgern – L 3048 – Altenvers – Kirchvers – Krumbach – L 3047 |
| L 3063     | – Dehrn – L 3448 – Steeden – Runkel – L 3020 – L 3022 – Villmar – L 3365 – Aumenau – L 3323 – Langhecke – L 3021 – L 3054 – L 3025 – Heinzenberg (Taunus) – L 3375 – L 3457 – Wilhelmsdorf – |
| L 3064     | in Mühlheim am Main – Lämmerspiel – Hausen – – L 3117 |
| L 3065     | / in Steinheim bei Hanau – Klein-Auheim – Hainstadt – L 3416 – Klein-Krotzenburg – Seligenstadt – L 3121 – L 2310 – Zellhausen – Babenhausen – L 3116 – – Langstadt – Kleestadt – L 3115 – Klein-Umstadt – L 3095 – Groß-Umstadt – L 3413 – – Lengfeld – Nieder-Klingen – Ober-Klingen – |
| L 3067     | L 3149 in Nassenerfurth – Zimmersrode – L 3149 – Waltersbrück – L 3074 – Schlierbach – L 3385 – Allendorf an der Landsburg – in Ziegenhain |
| L 3068     | L 3379 – Rupsroth – Dietges – L 3307 – Abtsroda – Flugplatz Wasserkuppe – |
| L 3069     | L 3255 in Friedewald (Hessen) – L 3251/L 3306 in Hönebach |
| L 3070     | L 3071 in Wahlen – Arnshain – Ruhlkirchen – L 3344 – Seibelsdorf – Angenrod – Billertshausen – Zell – L 3151 – Romrod – – L 3165 – Nieder-Breidenbach – Ober-Breidenbach – L 3164 – Windhausen – Kestrich – L 3071 – L 3326 – Stumpertenrod – L 3073 |
| L 3071     | L 3073 – Ernsthausen – Wolferode – Hatzbach – L 3290 – Speckswinkel – Neustadt (Hessen) – Gleimenhain – Wahlen – L 3070 – Kirtorf – – L 3343 – Ehringshausen – L 3146 – – Ermenrod – Groß-Felda – L 3070 in Kestrich |
| L 3072     | – Erbenhausen – Appenrod – L 3343 – Homberg (Ohm) – L 3073 – Büßfeld – Bernsfeld – L 3146 – L 3325 – – Atzenhain – Lehnheim – |
| L 3073     | (L 717 in Nordrhein-Westfalen) – Landesgrenze – Somplar – L 3076 – Frankenberg (Eder) West – Röddenau – Frankenberg (Eder) Ost – Friedrichshausen – L 3332 – Römershausen – Mohnhausen – Bockendorf – L 3077 – Sehlen – Grüsen – Gemünden (Wohra) – L 3155 – L 3342 – L 3087 – Wohra – Halsdorf – Ernsthausen – L 3071 – L 3077 – Kirchhain – L 3089 – – L 3048 – Rüdigheim – Schweinsberg – L 3290 – L 3343 – Nieder-Ofleiden – Homberg (Ohm) – L 3126 – L 3072 – Nieder-Gemünden – L 3146 – Elpenrod – Ruppertenrod – Ober-Ohmen – Unter-Seibertenrod – Ober-Seibertenrod – L 3177 – L 3070 – Ulrichstein – L 3162 – L 3166 – L 3139 |
| L 3074     | / in Bad Zwesten – Niederurff – Bischhausen – L 3149 – L 3067 – Waltersbrück – Dorheim – Michelsberg – Rörshain – |
| L 3075     | (L 552 in Nordrhein-Westfalen) – Landesgrenze – Volkmarsen – L 3081 – L 3080 – Ehringen – in Wolfhagen |
| L 3076 (1) | (L 716 in Nordrhein-Westfalen) – Landesgrenze – Adorf – L 3078 – L 3082 – Flechtdorf – Korbach – L 3083 – Nordenbeck – Goddelsheim – Rhadern – Dalwigksthal – L 617 – Sachsenberg – L 3084 – Schreufa – L 3073 in Frankenberg (Eder) ... Unterbrechung, siehe L 3076 (2) |
| L 3076 (2) | Unterbrechung, siehe L 3076 (1) ... / in Frankenberg (Eder) – Bottendorf – L 3087 in Rosenthal |
| L 3077     | in Löhlbach – Haina (Kloster) – L 3073 – Sehlen – Rosenthal – L 3087 – Bracht – Schwabendorf – Rauschenberg – L 3073 |
| L 3078     | (L 912 in Nordrhein-Westfalen) – Landesgrenze – Heringhausen – Rhenegge – Adorf – L 3076 – Vasbeck – L 3297 (– Abzweig zur L 870 in Nordrhein-Westfalen) – Massenhausen – in Bad Arolsen |
| L 3079     | L 3181 in Gunzenau – Jossa – Poppenrod – L 3141 – Hosenfeld – Giesel – L 3206 – Niederrode – L 3418 – Sickels – Neuenberg – – L 3139 – L 3143 – Fulda – – L 3139/L 3378 in Lehnerz |
| L 3080     | in Bad Arolsen – Wetterburg – Volkmarsen – L 3075 – Breuna – L 3312 – Oberlistingen – Niederlistingen – L 3211/L 3212 in Niedermeiser |
| L 3081     | (L 3081 in Nordrhein-Westfalen) – Landesgrenze – Wrexen – L 3483 – – Rhoden – Dehausen – Ammenhausen – Herbsen – L 3075 in Volkmarsen |
| L 3082     | L 3076 – Sudeck – Giebringhausen – Deisfeld – Eimelrod – |
| L 3083     | (L 617 in Nordrhein-Westfalen) – Landesgrenze – Hillershausen – Eppe – L 3437 – Lengefeld bei Korbach – L 3076 – Korbach – / – Ober-Waroldern – Nieder-Waroldern – L 3118 – Dehringhausen – Freienhagen – in Netze |
| L 3084     | – Alraft – Vöhl – L 3086 – Edersee – Herzhausen – Buchenberg – Niederorke – L 3076 in Sachsenberg |
| L 3085     | in Schmittlotheim – Altenlotheim – Frankenau – L 3332 – |
| L 3086     | L 3084 in Vöhl – Basdorf – Nieder-Werbe – L 3200 – Edersee – L 3256 – Affoldern – L 3383 – Mehlen – Giflitz – Anraff – Wega – L 3218 – |
| L 3087     | in Ernsthausen – Roda – L 3076 – Rosenthal – Langendorf bei Wohra – L 3073 in Wohra |
| L 3088     | L 3089 in Marburg – L 3289 – L 3092 – L 3048 |
| L 3089     | L 3073 – Anzefahr – Betziesdorf – Bernsdorf – Cölbe – – L 3092 – Marburg – L 3381 – – L 3088 – L 3125 – Cappel – Ronhausen – Bortshausen – Ebsdorf – L 3048 – Winnen – Nordeck – Londorf – L 3146 – Allertshausen – L 3126 in Beuern |
| L 3090     | L 553 – Holzhausen bei Hatzfeld – L 3382 – Laisa – Frohnhausen bei Battenberg – Oberasphe – Niederasphe – Mittelsimtshausen – Obersimtshausen – in Simtshausen |
| L 3091     | – Dexbach – Engelbach – Treisbach – L 3092 – Amönau – L 3381 in Niederwetter |
| L 3092     | L 3091 in Amönau – Oberndorf – Warzenbach – Brungershausen – Caldern – L 3288 – Marburg – L 3089 – L 3088 |
| L 3093     | – Wenkbach – Niederwalgern – L 3061 – L 3048 – Fronhausen – Odenhausen – Ruttershausen – L 3059 – Wißmar – Launsbach – / |
| L 3094 (1) | L 3040 in Nauheim – Groß-Gerau – Wallerstädten – Geinsheim am Rhein – Rhein () |
| L 3094 (2) | in Darmstadt – L 3097 – L 3317 – in Dieburg |
| L 3095     | / in Eppertshausen – Münster (Hessen) – Altheim – – L 3115 in Richen |
| L 3096     | L 3094 in Geinsheim am Rhein – Leeheim – / in Wolfskehlen |
| L 3097 (1) | in Pfungstadt – Eich – Eschollbrücken – L 3303 – in Darmstadt ... Unterbrechung, siehe L 3097 (2) |
| L 3097 (2) | Unterbrechung, siehe L 3097 (1) ... L 3094 in Darmstadt – Messel – L 3317 – Urberach – Ober-Roden – in Nieder-Roden |
| L 3098     | – Nieder-Beerbach – Ober-Beerbach – Schmal-Beerbach – L 3101 – Beedenkirchen – in Reichenbach |
| L 3099 (1) | in Ober-Ramstadt – L 3106 – Nieder-Modau – Ober-Modau – Ernsthofen – Hoxhohl – L 3101 – Brandau – L 3102 – in Gadernheim ... Unterbrechung, siehe L 3099 (2) |
| L 3099 (2) | Unterbrechung, siehe L 3099 (1) ... in Kolmbach – Glattbach – Winkel – Schlierbach – Eulsbach – Ellenbach – in Fürth (Odenwald) |
| L 3100     | in Darmstadt – Malchen – Seeheim – Jugenheim – L 3103 – Alsbach – L 3112 – in Zwingenberg |

### L 3101 ff.
| Nr.        | Verlauf |
| ---------- | --- |
| L 3101     | L 3103 in Balkhausen – Staffel – Schmal-Beerbach – L 3098 – Allertshofen – L 3099 in Hoxhohl |
| L 3102     | L 3099 in Brandau – Lützelbach – Steinau – Billings – L 3106 in Niedernhausen |
| L 3103     | – Jugenheim – L 3100 – Balkhausen – L 3101 – in Bensheim |
| L 3104     | – Roßdorf – L 3115 – in Ober-Ramstadt |
| L 3105     | in Bockenrod – Unter-Ostern – Erzbach – Grasellenbach – Wahlen – L 3346 – Affolterbach – L 3120 – Aschbach – Wald-Michelbach – L 3120 – Ober-Schönmattenwag – Unter-Schönmattenwag – Landesgrenze – Langenthal – Hirschhorn – L 3119 – |
| L 3106 (1) | L 3099 – Rohrbach – Rodau – in Groß-Bieberau ... Unterbrechung, siehe L 3106 (2) |
| L 3106 (2) | Unterbrechung, siehe L 3106 (1) ... in Brensbach – Höllerbach – L 3318 – Höchst im Odenwald – Rimhorn – L 3259 – Breitenbrunn – L 3349 |
| L 3107     | L 3106 in Rodau – Lichtenberg |
| L 3108     | in Hetzbach – Schöllenbach – L 2311 in Kailbach |
| L 3110     | in Rosengarten – Lampertheim – Neuschloß – Hüttenfeld – L 3111 – Landesgrenze – (L 3110 in Baden-Württemberg) |
| L 3111     | in Groß-Rohrheim – L 3261 – Einhausen – Lorsch – – L 3398 – L 3110 – Viernheim – – Landesgrenze – (K 4134 im Rhein-Neckar-Kreis, Baden-Württemberg) |
| L 3112     | Rhein () – Gernsheim – / – Hähnlein – L 3261 – Sandwiese – L 3100 in Alsbach |
| L 3113     | in Mörfelden – Gräfenhausen – in Weiterstadt |
| L 3114     | K 128 in Dieburg – Groß-Zimmern – L 3115 – Spachbrücken – L 3413 – |
| L 3115     | L 3104 in Roßdorf – Gundernhausen – Groß-Zimmern – L 3114 – Klein-Zimmern – Semd – Richen – L 3095 – L 3065 – Klein-Umstadt – Kleestadt – Schlierbach – Schaafheim – L 3116 – Landesgrenze – (St 3115 in Bayern) |
| L 3116     | in Nieder-Roden – Babenhausen – L 3065 – – L 3115 in Schaafheim |
| L 3117     | in Neu-Isenburg – L 3317 – – – L 3001 – Heusenstamm – L 3405 – – Obertshausen – – L 3064 |
| L 3118     | – Elleringhausen – Nieder-Waroldern – L 3083 – Höringhausen – |
| L 3119     | in Beerfelden – L 3410 – Falken-Gesäß – Finkenbach – Ober-Hainbrunn – Unter-Hainbrunn – Hirschhorn – L 3105 – |
| L 3120 (1) | in Heppenheim – Bonsweiher – Klein-Breitenbach – Weiher – Kreidach – L 3409/L 535 – Kuhklingen – L 3105 in Wald-Michelbach ... Unterbrechung, siehe L 3120 (2) |
| L 3120 (2) | Unterbrechung, siehe L 3120 (1) ... L 3105 in Affolterbach – Olfen – Airlenbach – Beerfelden – L 3119 – – Unter-Sensbach – Hebstahl – Landesgrenze – (L 2310 in Baden-Württemberg) |
| L 3121     | in Dudenhofen – Seligenstadt – L 2310 – L 3065 |
| L 3123     | in Hebenshausen – Landesgrenze – (L 567 in Niedersachsen) |
| L 3124     | L 3219 in Kassel – Dennhausen – L 3460 in Dörnhagen (2006 zur Kreisstraße herabgestuft) |
| L 3125     | in Cappel – L 3089 – L 3289 – Heskem – L 3048 – Dreihausen – Roßberg – Wermertshausen – Rüddingshausen – L 3126 – Weitershain – L 3146 – Stangenrod – L 3127 in Grünberg |
| L 3126     | L 3130 in Gießen – / – Rödgen – Großen-Buseck – L 3128 – Beuern – L 3129 – L 3089 – L 3127 – Geilshausen – Odenhausen – L 3146 – Rüddingshausen – L 3125 – Deckenbach – Gontershausen – L 3289 – Ober-Ofleiden – L 3073 in Homberg (Ohm) |
| L 3127     | L 3146 in Kesselbach – Odenhausen – L 3126 – Geilshausen – Beltershain – L 3357 – L 3125 – in Grünberg |
| L 3128     | L 3475 in Gießen – Trohe – Alten-Buseck – L 3356 – L 3126 – Großen-Buseck – |
| L 3129     | L 3126 in Beuern – Bersrod – L 3357 – Reiskirchen – – L 3355 – Burkhardsfelden – Albach – Steinbach – Garbenteich – L 3131 – Hausen – Watzenborn-Steinberg – L 3132 – Leihgestern – L 3130 – Großen-Linden – L 3475 – Hörnsheim – Hochelheim – L 3360 – Dornholzhausen – L 3133 – Niederkleen – |
| L 3130     | L 3475 in Gießen – L 3126 – L 3131 – Leihgestern – L 3129 – L 3133 in Langgöns |
| L 3131     | L 3130 in Gießen – L 3132 – – Petersweiher – L 3129 – Hausen bei Pohlheim – Garbenteich – L 3358 – Dorf-Güll – L 3133 – – Hof-Güll – Muschenheim – Trais – Bellersheim – L 3354 – |
| L 3132     | L 3131 in Gießen – Watzenborn-Steinberg – Pohlheim – L 3129 – Grüningen – Holzheim bei Pohlheim – L 3133 – in Gambach |
| L 3133     | L 3054/L 3360 in Rechtenbach – L 3129 – Niederkleen – Langgöns – L 3475 – L 3130 – Holzheim bei Pohlheim – L 3132 – L 3131 in Dorf-Güll |
| L 3134     | in Butzbach – Griedel – Rockenberg – L 3135 – Oppershofen – Steinfurth – in Bad Nauheim |
| L 3135     | L 3134 in Rockenberg – L 3136 in Münzenberg |
| L 3136     | – Münzenberg – L 3135 – Wohnbach – L 3354 – in Berstadt |
| L 3137     | L 3481 in Laubach – L 3138 – Ruppertsburg – Villingen – L 3007 in Hungen |
| L 3138     | L 3137 in Laubach – Gonterskirchen – Ulfa – in Harb |
| L 3139     | in Schotten – Götzen – L 3167 – L 3325 – L 3291 – L 3073 – Rebgeshain – Engelrod – L 3140 – Hörgenau – Eichenrod – L 3140 – – Rixfeld – Schadges – L 3182 – Stockhausen – Blankenau – L 3141 – Hainzell – Kleinlüder – Oberrode – Mittelrode – L 3418 – Haimbach – – L 3079 – L 3143 – Horas – Niesig – L 3079/L 3378 in Lehnerz |
| L 3140     | – Unter-Wegfurth – Ober-Wegfurth – Rimbach – Queck – L 3176 – Hutzdorf – Schlitz – L 3141 – Willofs – Lauterbach – – L 3144 – L 3163 – Dirlammen – Hörgenau – L 3139 – Eichenrod – Eichelhain – Lanzenhain – L 3305 – L 3168 in Ilbeshausen-Hochwaldhausen |
| L 3141     | L 3140 in Schlitz – L 3143 – Nieder-Stoll – Ützhausen – Bad Salzschlirf – L 3142 – Eichenau bei Großenlüder – Großenlüder (– Abzweig zur ) – Uffhausen – Kleinlüder – L 3139 – Hainzell – Gersrod – Schletzenhausen – Hosenfeld – L 3079 – Hauswurz – L 3181 – Buchenrod – Flieden – L 3372 – Rückers – Hutten – L 3329 – L 3207 – Gundhelm – L 2304 – Oberzell – L 3180 in Züntersbach |
| L 3142     | in Landenhausen – L 3141 in Bad Salzschlirf |
| L 3143     | L 3141 in Schlitz – Üllershausen – Hartershausen – Hemmen – Lüdermünd – Kämmerzell – Gläserzell – Horas – L 3139 – Fulda – L 3079 – |
| L 3144     | in Eifa – Rainrod – Brauerschwend – Hergersdorf – Wallenrod – L 3165 – Sickendorf – L 3161 – L 3140 |
| L 3145     | in Jesberg – Hundshausen – Strang – Elnrode – L 3385 – Dittershausen – Rommershausen – Treysa – Wasenberg – L 3263 – Willingshausen – L 3344 – Reibertenrod – L 3156 – Alsfeld – in Altenburg bei Alsfeld |
| L 3146     | L 3059 in Staufenberg – Mainzlar – Treis an der Lumda – Allendorf (Lumda) – Londorf – L 3089 – Kesselbach – L 3127 – L 3126 – Weitershain – L 3125 – Bernsfeld – L 3072 – L 3325 – Burg-Gemünden – Nieder-Gemünden – L 3073 – Rülfenrod – L 3071 in Ehringshausen |
| L 3147     | in Melsungen (– Abzweig zur in Melsungen Süd) – Kirchhof bei Melsungen – Günsterode – Hessisch Lichtenau – Hopfelde – Hollstein – |
| L 3148     | in Wabern – Uttershausen – L 3149 – Lendorf – L 3224 – Lembach – Roppershain – L 3384 – Verna – Allendorf bei Frielendorf – |
| L 3149     | – Reptich – Gilsa – L 3074 – Bischhausen – Zimmersrode – L 3067 – Neuenhain – Dillich – L 3152 – Nassenerfurth – L 3067 – Trockenerfurth – L 3150 – Borken – L 3384 – Singliser See – Singlis – Lendorf – L 3148 – L 3224 – – Hebel – Falkenberg – Hombergshausen – Mosheim – L 3427 – L 3224 |
| L 3150     | /L 3221 in Gudensberg – L 3220 – Werkel – – L 3214 – Fritzlar – L 3426 – – L 3223 – Großenenglis – Kleinenglis – L 3149 in Borken |
| L 3151     | in Ober-Gleen – Heimertshausen – L 3070 in Zell |
| L 3152     | L 3384 in Pfaffenhausen – Stolzenbach – Dillich – L 3149 – Welcherod – Frielendorf Nordwest (– Abzweig zur in Frielendorf West) – Frielendorf Mitte (– Abzweig zur in Frielendorf Nord) – L 3158 – Großropperhausen – L 3155 |
| L 3153     | in Remsfeld – Reddingshausen – Völkershain – L 3154 – Ellingshausen – L 3253 – Mühlbach – L 3155 in Aua |
| L 3154     | L 3153 in Völkershain – Wallenstein – Appenfeld – L 3384 – L 3155 in Grebenhagen |
| L 3155 (1) | L 3073 in Gemünden (Wohra) – L 3296 – Moischeid – Gilserberg – Sachsenhausen bei Gilserberg – in Treysa ... Unterbrechung, siehe L 3155 (2) |
| L 3155 (2) | Unterbrechung, siehe L 3155 (1) ... in Niedergrenzebach – Obergrenzebach – L 3158 – Seigertshausen – L 3152 – L 3156 – Schwarzenborn – Grebenhagen – L 3154 – L 3157 – Salzberg – Raboldshausen – Saasen – L 3153 – / in Aua |
| L 3156     | L 3155 – Hauptschwenda – L 3161 – Neukirchen – L 3158/ – Schrecksbach – L 3340 – – Holzburg – Heidelbach – Münch-Leusel – L 3145 in Alsfeld |
| L 3157     | L 3155 – Oberaula – Hausen – L 3294 – Weißenborn – L 3161 – L 3158 – Ottrau – L 3340 – Berfa – L 3295 – |
| L 3158     | in Wernswig – Lenderscheid – Großropperhausen – L 3152 – Seigertshausen – L 3155 – Neukirchen – L 3156/ – Nausis – Kleinropperhausen – L 3157 |
| L 3159     | in Kirchheim – Reckerode – Bad Hersfeld West (– Abzweig zur ) – Bad Hersfeld Mitte – – in Bad Hersfeld Nord |
| L 3160     | in Eifa – Eulersdorf – Grebenau – L 3161 – Wallersdorf – Hatterode – in Breitenbach am Herzberg |
| L 3161     | L 3156 in Hauptschwenda – Olberode – Schorbach – Weißenborn – L 3157 – Görzhain – L 3340 – Lingelbach – Bieben – Grebenau – L 3160 – Udenhausen – Wernges – Maar – Heblos – L 3144 in Sickendorf |
| L 3162     | in Renzendorf – Unter-Sorg – Ober-Sorg – Vadenrod – L 3165 – Storndorf – L 3164 – Meiches – L 3163 – Helpershain – L 3326 – L 3073 in Ulrichstein |
| L 3163     | L 3162 in Meiches – L 3140 in Dirlammen |
| L 3164     | L 3070 in Windhausen – L 3162 in Storndorf |
| L 3165     | L 3070 in Romrod – Strebendorf – Vadenrod – L 3162 – Wallenrod – L 3144 – |
| L 3166     | in Grünberg – Weickartshain – Lardenbach – Sellnrod – Wohnfeld – L 3407 – Bobenhausen II – L 3325 – L 3177 – L 3073 in Ulrichstein |
| L 3167     | in Freienseen – Altenhain – L 3407 – L 3139 |
| L 3168     | – Ilbeshausen-Hochwaldhausen – in Grebenhain |
| L 3169     | L 3176 – Sandlofs – Langenschwarz – Hechelmannskirchen – L 3378 – Großenmoor – Rothenkirchen – |
| L 3170     | in Sieglos – Eitra – Bodes – L 3341 – Buchenau – L 3171/L 3380 – Leibolz – Großentaft – L 3173 – Rasdorf – – Landesgrenze – (L 1026 in Thüringen) |
| L 3171     | – Malkomes – Schenksolz – Lampertsfeld – Schenklengsfeld – L 3341 – L 3172 – Unterweisenborn – Oberweisenborn – Fürsteneck – Eiterfeld – L 3380 – L 3170 – Leimbach – Betzenrod – Roßbach bei Hünfeld – – L 3176 in Hünfeld |
| L 3172     | (L 1023 in Thüringen) – Landesgrenze – Leimbach – Heringen (Werra) – L 3255 – Lengers – L 3306 – Harnrode – Heimboldshausen – Ransbach – L 3173 – L 3171 in Schenklengsfeld |
| L 3173     | L 3172 in Ransbach – Oberbreitzbach – Mansbach – L 3380 – Soisdorf – Treischfeld – Großentaft – L 3170 – |
| L 3174     | L 3377 in Fulda – L 3418 – – L 3429 – L 3379 – Margretenhaun – Niederbieber – Hofbieber – L 3258 – Schwarzbach bei Hofbieber – L 3293 – L 3176 – Lahrbach – Wendershausen – Dippach – Landesgrenze – (L 1124 in Thüringen) |
| L 3175     | (L 1122 in Thüringen) – Landesgrenze – Knottenhof – Dietgeshof – in Tann (Rhön) |
| L 3176     | L 3140 – L 3169 – Fraurombach – Michelsrombach – L 3378 – Oberrombach – Sargenzell – – L 3171 – Hünfeld – Mackenzell – Silges – L 3258 – Morles – Gotthards – L 3293 – L 3174 – Unterbernhards – Eckweisbach – L 3379 – – Hilders – Landesgrenze – (L 1125 in Thüringen) |
| L 3177     | L 3073 in Ober-Seibertenrod – L 3166 |
| L 3178     | – Crainfeld – Nieder-Moos – L 3181 – Freiensteinau – Holzmühl – Neustall – Uerzell – L 3179 – Ulmbach – L 3195 – Sarrod – Kerbersdorf – Romsthal – L 3196 – Bad Soden – Salmünster – L 3216 – – L 3179 – L 3197 in Mernes |
| L 3179     | L 3178 in Uerzell – L 3180 – Steinau an der Straße – L 3329 – L 3196 – Seidenroth – Alsberg – L 3178 – L 3199 |
| L 3180     | L 3179 – Kressenbach – Schlüchtern – L 3292 – L 3329 – L 3207 – Sannerz – Sterbfritz – L 3371 – L 2304 – Mottgers – Schwarzenfels – L 3141 – Züntersbach – Staatsgrenze – (St 3180 in Bayern) |
| L 3181     | – Bermuthshain – Ober-Moos – L 3178 – Gunzenau – L 3079 – Reichlos – Weidenau – L 3292 – Hauswurz – L 3141 – Rommerz – L 3206 in Neuhof bei Fulda |
| L 3182     | in Altenschlirf – Schlechtenwegen – L 3139 in Stockhausen |
| L 3183     | in Eschenrod – Wingershausen – L 3348 – Eichelsachsen – Glashütten bei Hirzenhain – L 3185 – – Hirzenhain – L 3184 – Gelnhaar – L 3193 in Bindsachsen |
| L 3184     | in Nidda – Wallernhausen – Bobenhausen – Ortenberg – Bergheim – L 3190 – Gelnhaar – L 3183 – L 3193 – Wenings – L 3192 – in Gedern |
| L 3185     | in Nidda – Michelnau – Ober-Lais – Glashütten – L 3183 – Steinberg – in Merkenfritz |
| L 3186     | – Beienheim – L 3187 in Weckesheim |
| L 3187     | – Assenheim – Dorn-Assenheim – Weckesheim – L 3186 – Reichelsheim – L 3188 – Blofeld – Dauernheim – in Ranstadt |
| L 3188     | in Rodheim – Steinheim – Unter-Widdersheim – Grund-Schwalheim – Gettenau – L 3412 – Bingenheim – L 3187 – Leidhecken – Staden – Stammheim – L 3189 – |
| L 3189     | in Nieder-Florstadt – L 3188 – Altenstadt – Oberau – Waldsiedlung bei Altenstadt – Rommelhausen – L 3347 – L 3191 – Himbach – Eckartshausen – L 3195 – L 3193 |
| L 3190     | in Nieder-Mockstadt – Stockheim – L 3191 – Glauberg – Bleichenbach – – L 3184 in Bergheim |
| L 3191     | in Selters – Stockheim – L 3190 – Glauberg – Enzheim – Lindheim – Hainchen – Himbach – L 3189 – L 3195 in Langen-Bergheim |
| L 3192     | L 3184 – L 3010 in Ober-Seemen |
| L 3193     | L 3010 in Nieder-Seemen – L 3184 – Wenings – Bindsachsen – L 3195 – L 3183 – Büdingen – Lorbach – Herrnhaag – Diebach am Haag – L 3189 – Altwiedermus – Neuwiedermuß – Hüttengesäß – L 3009 – L 3445 – – Ravolzhausen – Langendiebach – L 3268 – Rückingen – / |
| L 3194     | L 3010 in Wolferborn – Leisenwald – Waldensberg – L 3271 – Wittgenborn – L 3314 – Wächtersbach – L 3201 – in Wächtersbach Ost |
| L 3195     | L 3268 in Dörnigheim – – L 3209 – Hochstadt – Wachenbuchen – Mittelbuchen – L 3008 – – Bruchköbel – L 3268 – Roßdorf – Niederissigheim – Oberissigheim – L 3445 – Hirzbach – L 3009 – Marköbel – Langen-Bergheim – L 3191 – Eckartshausen – L 3189 – Calbach – Orleshausen – Büches – Wolf bei Büdingen – Dudenrod – L 3193 – L 3183 – Bindsachsen – Kefenrod – L 3010 – Hitzkirchen – L 3314 – Hettersroth – Birstein – Unterreichenbach – Rabenstein – Ulmbach – L 3178 – – L 3196 in Steinau an der Straße |
| L 3196     | in Birstein – Untersotzbach – Katholisch-Willenroth – L 3443 – Eckardroth – L 3178 – Romsthal – Marborn – L 3195 – Steinau an der Straße – L 3179 – L 3329 – L 3372 – L 3197 – L 2304 in Jossa |
| L 3197     | L 3196 – Marjoß – Mernes – L 3178 – L 2303 – L 3199 in Burgjoß |
| L 3198 (1) | (L 636 in Nordrhein-Westfalen) – Landesgrenze – Helmighausen – Neudorf in Waldeck – L 3438 – Eilhausen – in Helsen ... Unterbrechung, siehe L 3198 (2) |
| L 3198 (2) | Unterbrechung, siehe L 3198 (1) ... – Bühle – |
| L 3199     | / – Bad Orb – L 2905 – Burgjoß – L 3197 – Oberndorf – Pfaffenhausen – Lohrhaupten – |
| L 3200     | – Sachsenhausen – – L 3086 in Nieder-Werbe |